# Демчинський Микола Олександрович
Мико́ла Олекса́ндрович Демчи́нський (26 січня 1851 — 31 грудня 1914 (13 січня 1915)) — російський інженер шляхів сполучення, письменник, публіцист, журналіст.

## Життєпис
Народився 26 січня 1851 року в місті Саранськ Пензенської губернії. Освіту здобував у Ніжинській гімназії, Петровській сільськогосподарській академії в Москві. 1884 року здобув ступінь кандидата права в Новоросійському університеті в Одесі.
Спершу працював на будівництві Оренбурзької залізниці, а з 1880 року — у відділі експлуатації Московсько-Курської та Південно-Західних залізниць.
З 1874 року працював у санкт-петербурзькій газеті «Голос», у 1877—1878 роках був її кореспондентом на фронті російсько-турецької війни. У журналі «Русский вестник» публікував белетристичні твори, історичні дослідження, у журналі «Новое время» — низку наукових статей з метеорології. У 1882—1884 роках був редактором київського журналу «Инженер», у 1900—1903 роках видавав журнал «Климат».
Займався питаннями фізики, зокрема фотомеханіки. Винайшов фотомеханічні способи репродукування, 1890 року відкрив біметалеву мідно-цинкову друкарську форму. Розробляв електролітичний спосіб травлення.
Помер 31 грудня 1914 (13 січня 1915) року.

## Праці
- «Мастерские большого ремонта»
- «Решение аграрного вопроса»
- «Чего хотят люди, которые ходят с красным флагом»
- «Возможность точного предсказания погоды»
- «Грядковая культура хлебов» (1911)
- «Динамика атмосферы» (1912)